# Фолтын, Станислав
Станислав Якуб Фолтын (пол. Stanisław Jakub Fołtyn, 25 июля 1936, Варшава, Польша — 8 марта 2003, там же) — польский футболист, вратарь. Участвовал в летних Олимпийских играх 1960 года.

## Биография
Станислав Фолтын родился 25 июля 1936 года в Варшаве.
Играл в футбол на позиции вратаря. Большую часть карьеры провёл в варшавской «Легии», в составе которой в 1953—1969 годах сыграл в чемпионате Польши 167 матчей, завоевав место в основном составе в конце 50-х. Трижды выигрывал чемпионат Польши (1955—1956, 1969), дважды был серебряным призёром (1960, 1968), один раз — бронзовым призёром (1961), четырежды — обладателем Кубка Польши (1955—1956, 1964, 1966).
В 1969—1970 годах выступал в США за «Вислу» из Чикаго, представляющую польскую диаспору в Штатах. После этого вернулся в Польшу, где в 1970—1972 годах играл в третьей лиге за «Урсус».
В 1960—1964 годах провёл 4 матча за сборную Польши.
В 1960 году вошёл в состав сборной Польши по футболу на летних Олимпийских играх в Риме, поделившей 9-12-е места. В матчах не участвовал.
Умер 8 марта 2003 года в Варшаве.

## Достижения

### В качестве игрока
Легия
- Чемпион Польши (3): 1955, 1956, 1969.
- Серебряный призёр чемпионата Польши (2): 1960, 1968.
- Бронзовый призёр чемпионата Польши (1): 1961.
- Обладатель Кубка Польши (4): 1955, 1956, 1964, 1966.